# Paper Aircraft Association
Paper Aircraft Association, ou simplesmente PAA é a associação que regula os campeonatos de aviões de papel no mundo, e estabelece as diretrizes para os recordes internacionais.
A associação foi fundada em 1989 pelo fotógrafo britânico Andy Chipling, com o objetivo de "trabalhar para o aprimoramento da tecnologia dos aviões de papel" e estabelecer as diretrizes para os recordes internacionais.